# ベドフォード (ニューハンプシャー州)
ベドフォード （英: Bedford）は、アメリカ合衆国ニューハンプシャー州のヒルズボロ郡にある町。人口は2万3322人。州内最大の都市である マンチェスター郊外にある。

## 歴史
1733年、マサチューセッツ湾直轄植民地が、ロードアイランドでナラガンセット族インディアンと戦った兵士のために、ベドフォードの地域を「ナラガンセット5号」という町として設立した。この地域は「スーヒガン東」とも呼ばれていた。この町は1750年にベドフォードとして法人化され、第4代ベドフォード公爵ジョン・ラッセルにちなんで町名が付けられた。ベドフォード公は1748年から1751年まで南部方面担当相（植民地担当）を務め、ニューハンプシャー植民地総督のベニング・ウェントワースとは親友だった。ベッドフォード公の最初の妻ダイアナ・スペンサーは第3代サンダーランド伯チャールズ・スペンサーの娘だった。
ベドフォードの初期開拓者はロバート・ウォーカーとジェイムズ・ウォーカー3世だった。現在ホーソーン・ドライブと呼ばれる所に立つ1737年の日付けがある記念碑は、入植を記念するものである。ベドフォードの最初のまとめ役はジョン・ゴフ大佐の息子であるジョン・ゴフ町長であり、郡内にあるゴフスタウンはこのゴフから名付けられた。
1874年、ベドフォードにはコンコード鉄道が通り、マンチェスター・アンド・アシュバーナム鉄道の計画もあった。
ニューハンプシャー州南東部の多くの町と同様に、ベドフォードは最近50年間で急速に成長してきた。2000年の人口は18,274人であり、1950年の2,176人と比べると8倍以上になっていた。その間の10年ごとの国勢調査ではかなりの増加率になり、1980年から1990年の33%から1950年から1960年の67%までの変化があった。ニューハンプシャー州エネルギー計画局による2005年の推計人口は20,738人であり、州内法人化された市と町の中では第13位だった。

## 地理
アメリカ合衆国国勢調査局に拠れば、町域全面積は33.1平方マイル (86 km2)であり、このうち陸地32.8平方マイル (85 km2)、水域は0.3平方マイル (0.78 km2)で水域率は0.85% である。メリマック川以外に大きな水域はセビンズ池であり、セビンズ・ブルックによって他の小さな水域と繋がっている。ベドフォードの北はゴフスタウンとマンチェスター市、東はメリマック川の対岸にマンチェスター市、南はメリマック町、西はアマースト町とニューボストン町と接している。
パルピット・ロックという岩の地形（当初はデビルズ・パルピット）が町の北部、ニューボストン道路沿いにあり、町が所有するパルピット・ロック保護地域の中心である。町内最高地点は標高845フィート (258 m) のホルブルックヒルであり、町の北西隅にある。町内全域がメリマック川流域に入っている。

## 人口動態
以下は2010年の国勢調査による人口統計データである。
| 基礎データ - 人口: 21,203 人 - 世帯数: 7,364 世帯 - 家族数: 5,834 家族 - 人口密度: 249.4人/km2（646.4 人/mi2） - 住居数: 7,634 軒 - 住居密度: 89.8軒/km2（232.7 軒/mi2） 人種別人口構成 - 白人: 94.5% - アフリカン・アメリカン: 0.6% - ネイティブ・アメリカン: 0.1% - アジア人: 2.9% - 太平洋諸島系: 0.01% - その他の人種: 0.4% - 混血: 1.4% - ヒスパニック・ラテン系: 1.7% | 年齢別人口構成 - 18歳未満: 28.6% - 18-24歳: 4.7% - 25-44歳: 21.4% - 45-64歳: 31.7% - 65歳以上: 13.5% - 年齢の中央値: 42歳 - 性比（女性100人あたり男性の人口） - 総人口: 95.7 - 18歳以上: 92.1 世帯と家族（対世帯数） - 18歳未満の子供がいる: 40.9% - 結婚・同居している夫婦: 69.8% - 未婚・離婚・死別女性が世帯主: 6.5% - 非家族世帯: 20.8% - 単身世帯: 16.5% - 65歳以上の老人1人暮らし: 7.6% - 平均構成人数 - 世帯: 2.81人 - 家族: 3.19人 | 収入と家計 - 収入の中央値 - 世帯: 116,299米ドル - 家族: 127,589米ドル - 性別 - 男性: 99,366米ドル - 女性: 53,286米ドル - 人口1人あたり収入: 50,952米ドル - 貧困線以下 - 対人口: 3.4% - 対家族数: 2.7% - 18歳未満: 4.2% - 65歳以上: 1.0% |

2006年から2010年の平均一人当たり収入は州内第5位だった。

## 政治
ベドフォードは政治的に一貫して共和党を支持しており、1932年以降州議会に民主党員を送り出したことは無い。

## 教育
町内に6つの学校がある。メモリアル、ピーター・ウッドベリー、リドル・ブルックの3校が地区学校であり、幼稚園から4年生までを教えている。マッケルビー中間学校は5年生と6年生を教えている。2007年、ラージョ中学校（7年生と8年生）とベドフォード高校（9年生から12年生）が開校した。
ラージョ中学校とベドフォード高校は合わせて30万平方フィート (28,000 m²) の校舎を共有している。これは規模の経済効果（共有キッチン、講堂、セキュリティ）を得るためになされたが、入り口が異なり、バスのスケジュールを変え、始業と終業時刻を変えて、別の学校として運営している。さらに両校の間の通行には鍵が必要である。
セントアンセルム・カレッジのキャンパスには少数の運動場がある。

## 著名な出身者
- クリス・カーペンター、メジャーリーグ野球の投手、セントルイス・カージナルス[12]
- ディーン・ケーメン、セグウェイやアイボットの発明者、マンチェスター市を本拠にするDEKA社のオーナー[13]
- セス・マイヤーズ、コメディアン、『サタデー・ナイト・ライブ』の脚本家[14]
- サラ・シルバーマン、コメディアン[15]